# AA Internacional
Associação Atlética Internacional (zwany zwykle Internacional, Inter-SP bądź Inter de Limeira) – brazylijski klub piłkarski z siedzibą w mieście Limeira leżącym w stanie São Paulo.

## Osiągnięcia
- Mistrz drugiej ligi brazylijskiej (Campeonato Brasileiro Série B): 1988
- Mistrz stanu São Paulo (Campeonato Paulista): 1986
- Mistrz drugiej ligi stanu São Paulo (Campeonato Paulista Série A2) (3): 1978, 1996, 2004
- Campeonato Paulista do Interior: 1926, 1947, 1978

## Historia
Członkowie amatorskiego klubu Barroquinha na zebraniu w Teatro da Paz 2 października 1913 roku podjęli decyzję o przekształceniu klubu w klub zawodowy. Ustanowiono przy tym wielkość składek członkowskich.
Oficjalnie Associação Atlética Internacional założony został 5 października 1913 roku. Klub nazwany został na wzór klubu Internacional São Paulo. Nazwa klubu miała odzwierciedlać wiele społeczności imigranckich mieszkających w Limeirii (byli to imigranci z Niemiec, Włoch, Japonii i Portugalii).
Zwycięstwo w roku 1926 w turnieju Campeonato Paulista do Interior było pierwszym sukcesem w historii klubu. W roku 1982 klub zadebiutował w pierwszej lidze brazylijskiej (Campeonato Brasileiro Série A), w której zajął 23. miejsce i wyprzedził takie kluby jak Cruzeiro EC czy Athletico Paranaense Kurytyba.
W 1986 roku trenowany przez Pepego Internacional wygrał mistrzostwa stanu (Campeonato Paulista). Był to pierwszy w historii przypadek, że klub spoza miasta São Paulo (pomijając słynny Santos) został mistrzem stanu São Paulo. W półfinale rozgrywek Inter de Limeira pokonał Santos, a w finale – SE Palmeiras.
W roku 1988 Inter został mistrzem drugiej ligi brazylijskiej (Campeonato Brasileiro Série B). W finałowej czwórce klub wyprzedził Náutico Recife, Ponte Preta Campinas i Americano Campos.